# Fi Piscium
Fi Piscium (φ Piscium, förkortat Fi Psc, φ Psc), som är stjärnans Bayerbeteckning, är en dubbelstjärna belägen i norra delen av stjärnbilden Fiskarna. Den har en skenbar magnitud på 4,67 och är svagt synlig för blotta ögat där ljusföroreningar inte förekommer. Baserat på dynamiska parallaxmätningar beräknas den befinna sig på ett avstånd av ca 446 ljusår (ca 137 parsek) från solen.

## Egenskaper
Den primära stjärnan Fi Piscium A  är en orange till röd jättestjärna av spektralklass K0III.  Den har en beräknad yttemperatur på 3 500 till 5 000 K. Den har en lägre yttemperatur än solen och en ca 18 gånger större radie. Stjärnans utstrålning av energi från dess yttre skikt är ca 96 gånger större än den hos solen.
En del tyder på att den enda synliga följeslagaren Fi Piscium B är en sen dvärgstjärna av typ F, medan andra källor  anser den vara en stjärna av typ K0. En osynlig komponent i Fi Piscium B-delsystemet föreslås vara en stjärna av spektralklass M2V. Stjärnsystemet har en omloppsperiod på ca 20,5 år och har en särskilt hög excentricitet på 0,815.